# Emmy Internacional 2020
A 48.ª cerimônia de entrega dos International Emmys (ou Emmy Internacional 2020) foi transmitida ao vivo do Hammerstein Ballroom em Nova Iorque pelo site da Academia Internacional das Artes e Ciências Televisivas em 23 de novembro de 2020, e reconheceu a excelência de produções feitas exclusivamente para televisão fora dos Estados Unidos, e de conteúdo de língua não inglesa produzido para a TV estadunidense.
A International Academy apresentou 1 prêmio especial e 12 Emmys em 11 categorias, devido a um empate na categoria de melhor programa não anglófono do horário nobre. Devido à pandemia do coronavírus, os prêmios foram realizados virtualmente pela primeira vez na história do International Emmys.

## Votação
A Academia Internacional anunciou que devido a pandemia de COVID-19, os eventos da Rodada de Julgamento Semifinal, que determinam quais programas serão nomeados para o Emmy, ocorrerão principalmente online.

## Transmissão
Pela primeira vez, a cerimônia do 48º Prêmio Emmy Internacional será transmitida ao vivo no site da Academia Internacional em 23 de novembro de 2020 às 11h (ET).

## Vencedores
Os nomeados foram anunciados pela Academia Internacional em 24 de setembro de 2020. A Netflix liderou as indicações ao prêmio, seguido pela HBO e a TV Globo com três indicações cada.
A Academia Internacional também homenageou o Governador de Nova Iorque, Andrew Cuomo, com o Emmy Founders Award por suas entrevistas coletivas para informar a população sobre a pandemia de Covid-19. Em agosto de 2021, a Academia retirou o prêmio que havia entregado a ele, após a investigação de assedio a pelo menos 11 mulheres e a sua posterior renúncia do cargo de governador.
| Melhor Série Dramática | Melhor Série de Comédia |
| --- | --- |
| - Delhi Crime () (Netflix) - Charité () (UFA Fiction) - Criminal: Reino Unido () (Idiotlamp Productions/Netflix) - El jardín de bronce () (HBO Latin America/Polka)                                                                                   | - Ninguém Tá Olhando () (Gullane Entretenimento/Netflix) - Back to Life () (Showtime/Two Brothers Pictures) - Fifty () (Endemol Shine) - Four More Shots Please! () (Pritish Nandy Communications)                                              |
| Melhor Ator | Melhor Atriz |
| - Billy Barratt em Responsible Child () (Kudos/72 films) - Guido Caprino em 1994 ( (Sky/Wildside/Beta Film) - Raphael Logam em Impuros () (Fox Networks Group/Barry Company) - Arjun Mathur em Made in Heaven () (Excel Media/Tiger Baby Productions) | - Glenda Jackson em Elizabeth Is Missing () (STV Productions/BBC One) - Emma Bading em Play () (Sappralot Productions/Tellux Next/BR/ARD) - Andréa Beltrão em Hebe () (Globoplay) - Yeo Yann Yann em Invisible Stories () (HBO Asia/Birdmandog) |
| Melhor Filme para TV ou Minissérie | Melhor Telenovela |
| - Responsible Child () (Kudos/72 films) - L'Effondrement () (Canal+) - Elis – Viver é Melhor que Sonhar () (TV Globo) - The Festival of the Little Gods () (Tohoku Broadcasting)                                                                      | - Órfãos da Terra () (TV Globo) - Love and Destiny () (Gcoo Entertainment/iQIYI) - Na Corda Bamba () (Plural Entertainment/TVI) - Pequeña Victoria () (VIS/Oficina Burman)                                                                      |
| Melhor Programa Artístico | Melhor Documentário |
| - Vertige de la chute () (Babel Doc/France Televisions) - Jake and Charice () (NHK) - Refavela 40 () (HBO Brasil/Conspiração Filmes) - Why do we Dance? () (Sky Arts)                                                                                 | - For Sama () (Channel 4 News/ITN/PBS) - El testigo () (Caracol Television) - Granni-E-minem () (KBS) - Terug naar Rwanda () (De Chinezen/VRT)                                                                                                  |
| Melhor Série de Curta Duração | Melhor Programa de Entretenimento sem Roteiro |
| - #martyisdead () (Bionaut/MALL.TV/cz.nic) - Content () (Ludo Studio) - Mil manos por Argentina () (Storylab/Atomic Lab/Flow) - People Like Us () (Cheo Pictures/Pilgrim Pictures)                                                                    | - Old People's Home for 4 Year Olds () (Endemol Shine) - Canta Comigo () (RecordTV/Endemol Shine) - Folkeopplysningen () (Teddy TV) - MasterChef Tailândia () (Heliconia H Group Company)                                                       |
| Melhor Programa Não Anglófono do Horário Nobre | |
| - Grammy Latino de 2019 () (Univision/Academia Latina da Gravação) - La Reina del Sur () (Telemundo/Netflix) - No te puedes esconder () (Telemundo/Netflix) - Preso No. 1 () (Telemundo/Keshet)                                                       | |

## Resumo
| País            | Indicações | Vitórias |
| --------------- | ---------- | -------- |
| Brasil          | 7          | 2        |
| Reino Unido     | 7          | 4        |
| Estados Unidos  | 4          | 2        |
| India           | 3          | 1        |
| Argentina       | 3          |          |
| Austrália       | 2          | 1        |
| Alemanha        | 2          |          |
| Japão           | 2          |          |
| França          | 2          | 1        |
| Singapura       | 2          |          |
| Bélgica         | 1          |          |
| Colômbia        | 1          |          |
| China           | 1          |          |
| República Checa | 1          | 1        |
| Israel          | 1          |          |
| Italia          | 1          |          |
| Coreia do Sul   | 1          |          |
| Noruega         | 1          |          |
| Portugal        | 1          |          |
| Tailândia       | 1          |          |